# Кочергина, Вера Александровна
Ве́ра Алекса́ндровна Кочергина́ (10 августа 1924, Москва — 24 января 2018, там же) — советский и российский лингвист, специалист по сравнительно-историческому языкознанию, этимолог, создательница «Санскритско-русского словаря». Доктор филологических наук, профессор МГУ. Ученица М. Н. Петерсона.

## Биография
Родилась 10 августа 1924 года в семье врача-хирурга Александра Петровича Кочергина (1889—1975) и педагога Ольги Алексеевны Кочергиной (1891—1969). Окончила городскую среднюю школу взрослых (1942), в том же году поступила на отделение западноевропейских языков и литературы филологического факультета МГУ.
В 1947 году окончила романо-германское отделение филологического факультета МГУ имени М. В. Ломоносова, училась в аспирантуре, работала на факультете с 1951 года. В 1952 году защитила диссертацию на соискание учёной степени кандидата филологических наук по теме «Сложные слова эпического санскрита». В 1956 году присвоено учёное звание доцента. В том же году в только что образованном Институте восточных языков при МГУ организовала кафедру индийской филологии и работала на ней до 1985 года. В 1983 году защитила диссертацию на соискание учёной степени доктора филологических наук «Монофункциональные способы санскритского словообразования (префиксация и основосложение)». В 1992 году присвоено учёное звание профессора.
В 1958 году награждена Премией имени М. В. Ломоносова за учебник «Начальный курс санскрита». Подготовила шесть кандидатов наук. Член специализированных Учёных советов Д-053.05.16 и К-053.05.73 при МГУ им. М. В. Ломоносова. Более десяти лет была ответственным секретарём редакционной коллегии «Вестник МГУ. Сер. XIII».
Умерла в 2018 году. Похоронена на Востряковском кладбище.
С. Д. Серебряный отмечал, что коллеги-индологи иногда высказываются довольно критически в адрес её работ, «но, так или иначе, учебники В.А. Кочергиной – это единственные учебники санскрита, вышедшие в России после 1917 г., а словарь В.А. Кочергиной – первый и единственный санскритско-русский словарь».

## В литературе
- Выступает как эпизодический персонаж в романе С. Т. Алексеева «Сокровища Валькирии»[6].

## Основные работы
- Начальный курс санскрита. 1956 г.
- Синтаксис (учебное пособие). 1974 г.
- Санскритско-русский словарь. Ок. 28000 слов — М.: Рус. яз., 1978[7].
  - Изд. 2-е, испр. — М.: Русский язык, 1987.
  - Изд. 3-е. — М.: Филология, 1996.
  - Изд. 4-е. — М.: Академический проект, 2005.
  - Изд. 5-е. — СПб.: Нестор-История, 2020.
- Учебник санскрита — М.: Филология, 1994. — 335 с. ISBN 5-7552-0066-1[8].
  - Изд. 2-е. — М.: Филология, 1998.
  - Изд. 3-е. — М.: ИОСО РАО, 2001. — 336 с. ISBN 5-7552-0066-1.
  - Изд. 4-е. — М.: Академический проект, 2004.
  - Изд. 5-е, испр. и доп. — М: «Добросвет», МЦНМО, 2015. — 344 с. ISBN 978-5-7913-0101-7, ISBN 978-5-4439-0338-5.
- Книга для чтения на санскрите — М.: «Добросвет», «Издательство "КДУ"», 2010. — 240 с. ISBN 978-5-98227-688-9.
- Введение в языковедение для востоковедов (1-изд. 1979 г.; 2-е изд. 1991 г.).
- Словобразование санскрита. 1990 г.
- Учебная программа по санскриту. 1994 г.